# توماس جاكسون رودمان
توماس جاكسون رودمان (بالإنجليزية: Thomas Jackson Rodman)‏ هو ضابط ومخترع أمريكي، ولد في 31 يوليو 1816 في سالم في الولايات المتحدة، وتوفي في 7 يونيو 1871 في روك أيلاند في الولايات المتحدة.

## وصلات خارجية
- توماس جاكسون رودمان على موقع الموسوعة البريطانية (الإنجليزية)